# Václav Kojzar
Kapitán Václav Kojzar (26. února 1916 Stachy-Šebestov – 21. ledna 2006) byl český voják, hrdina západního protinacistického odboje. Bojoval v Africe (mimo jiné při obraně Tobrúku) a na západní frontě. Po únorovém převratu byl odsouzen ve vykonstruovaném procesu na doživotí za údajnou špionáž a velezradu. Vězněn byl 7 let. Po roce 1989 byl aktivním členem Československé obce legionářské. Roku 2006 mu byl propůjčen Řád T. G. Masaryka II. třídy.